# غيرترود فاندربلت
غيرترود فاندربلت (بالإنجليزية: Gertrude Vanderbilt)‏ هي راقصة وممثلة أمريكية، ولدت في 1885 في بروكلين في الولايات المتحدة، وتوفيت في 18 فبراير 1960 في نيويورك في الولايات المتحدة.

## وصلات خارجية
- غيرترود فاندربلت على موقع قاعدة بيانات برودواي على الإنترنت (الإنجليزية)